# Rhabinopteryx luridalis
Rhabinopteryx luridalis är en fjärilsart som beskrevs av Hans Rebel 1911. Rhabinopteryx luridalis ingår i släktet Rhabinopteryx och familjen nattflyn. Inga underarter finns listade.